# Saint Petersburg Stock Exchange
Il Saint Petersburg Stock Exchange (SPBEX) è situato a San Pietroburgo, in Russia.

## Descrizione

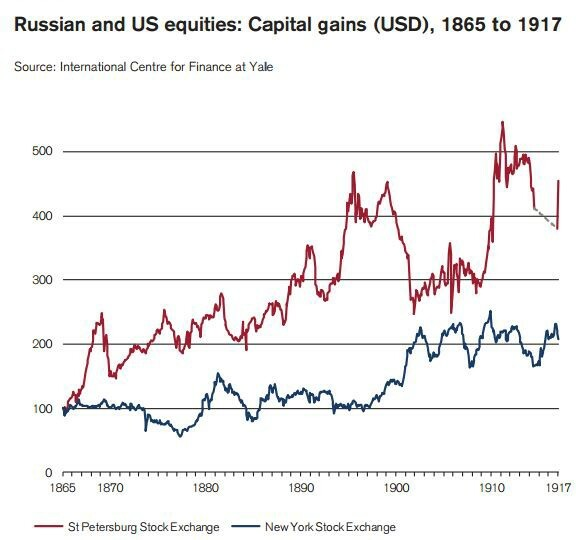
Andamento comparato delle equities

Già ai tempi dell'Impero russo vi era stata una borsa valori a San Pietroburgo (organizzata all'interno del Palazzo della Borsa), ma venne chiusa nel 1917. Rifondata il 24 agosto 1990 in una nuova sede, si tratta del terzo mercato finanziario della Russia per volumi scambiati, dopo le borse del Micex e dell'RTS.
È la borsa petrolifera nella quale è quotato il petrolio estratto nel territorio russo.